# Яманої Ері
Яманої Ері (12 вересня 1978) — японська плавчиня.
Учасниця Олімпійських Ігор 1996 року.
Призерка Чемпіонату світу з водних видів спорту 2001 року.
Призерка Пантихоокеанського чемпіонату з плавання 1995 року.
Переможниця літньої Універсіади 1997 року.